# Campionati mondiali di canoa/kayak slalom 1951
I secondi Campionati mondiali di canoa/kayak di slalom si sono svolti a Steyr (Austria).

## Podi

### Uomini
| Evento        | Oro                              | Perform. | Argento                           | Perform. | Bronzo                               | Perform. |
| Canoa         |                                  |          |                                   |          |                                      |          |
| C-1           | Svizzera Charles Dussuet         |          | Cecoslovacchia Jaroslav Vana      |          | Francia Jacques Marsigny             |          |
| C-1 a squadre | Cecoslovacchia                   |          | Francia                           |          |                                      |          |
| C-2           | Francia Claude Neveu Roger Paris |          | Francia Jacques Musson André Pean |          | Cecoslovacchia Václav Havel Jan Suic |          |
| C-2 a squadre | Francia                          |          | Cecoslovacchia                    |          | Svizzera                             |          |
| Kayak         |                                  |          |                                   |          |                                      |          |
| K-1           | Austria Hans Frühwirth           |          | Austria Rudolf Pillwein           |          | Austria Rudolf Sausgruber            |          |
| K-1 a squadre | Austria                          |          | Germania Ovest                    |          | Svizzera                             |          |

### Donne
| Evento        | Oro                       | Perform. | Argento                 | Perform. | Bronzo                        | Perform. |
| Kayak         |                           |          |                         |          |                               |          |
| K-1           | Austria Gerti Pertlwieser |          | Austria Fritzi Schwingl |          | Germania Ovest Anni Reifinger |          |
| K-1 a squadre | Austria                   |          | Germania Ovest          |          | Svizzera                      |          |

## Medagliere
| Posizione | Paese          | Oro | Argento | Bronzo | Totale |
| --------- | -------------- | --- | ------- | ------ | ------ |
| 1         | Austria        | 4   | 2       | 1      | 7      |
| 2         | Francia        | 2   | 2       | 1      | 5      |
| 3         | Cecoslovacchia | 1   | 2       | 1      | 4      |
| 4         | Svizzera       | 1   | 0       | 3      | 4      |
| 5         | Germania Ovest | 0   | 2       | 1      | 3      |
| Totale    | Totale         | 8   | 8       | 7      | 23     |